# Бедесбах
Бедесбах (нім. Bedesbach) — громада в Німеччині, розташована в землі Рейнланд-Пфальц. Входить до складу району Кузель. Складова частина об'єднання громад Альтенглан.
Площа — 4,43 км2. Населення становить 764 ос. (станом на 31 грудня 2020).

## Галерея

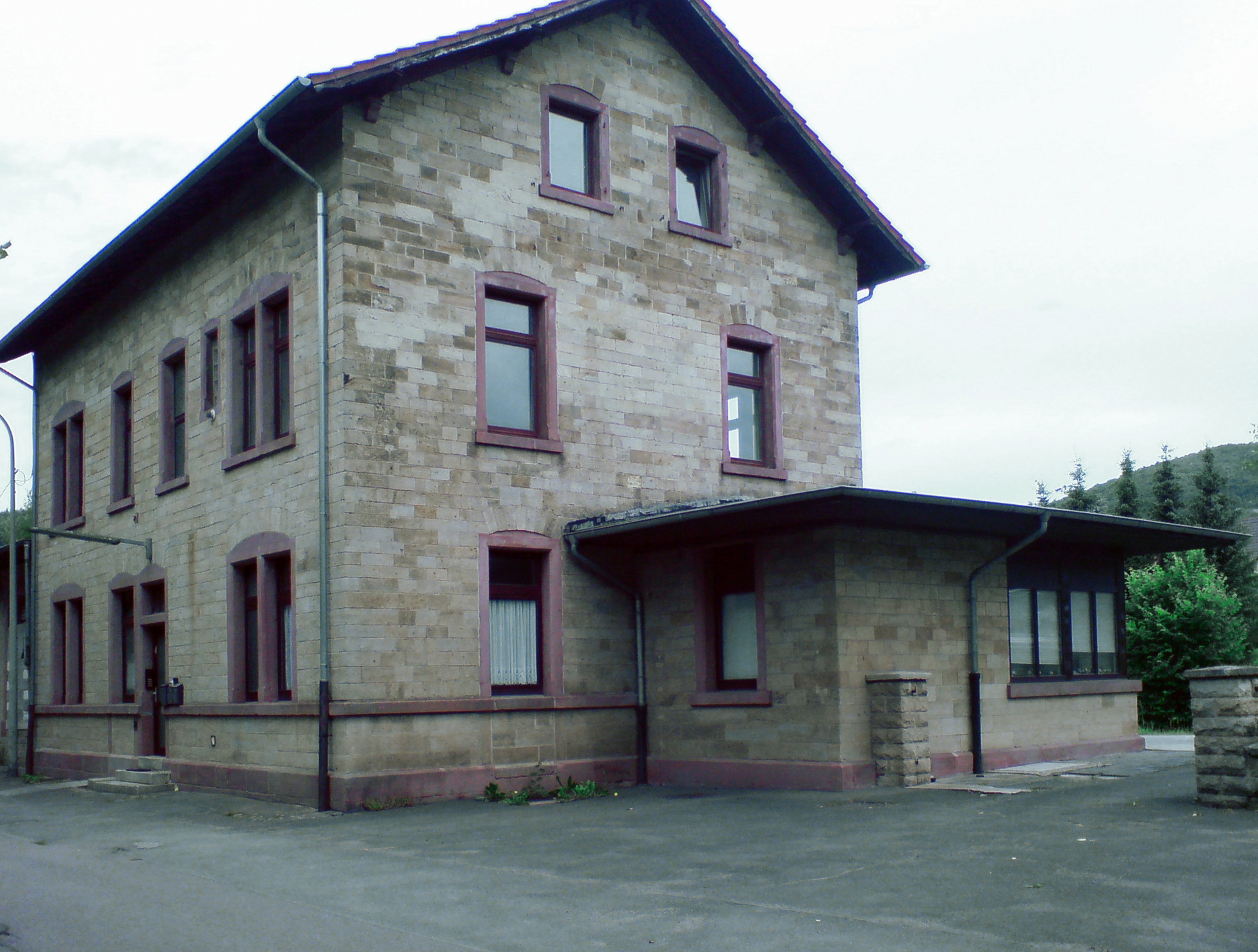